# Christopher A. Pissarides
Christopher Antoniou Pissarides (řecky Χριστόφορος Αντωνίου Πισσαρίδης; * 20. února 1948 Nikósie) je britsko–kyperský ekonom, který v roce 2010 spolu s Peterem A. Diamondem a Dalem T. Mortensenem získal Cenu Švédské národní banky za rozvoj ekonomické vědy na památku Alfreda Nobela za „analýzu trhů práce zatížených náklady na vyhledávání“. V současnosti působí jako profesor ekonomie na London School of Economics. Zabývá se převážně makroekonomií, a to zejména trhem práce, hospodářským růstem a hospodářskou politikou. Od roku 2002 je členem Britské akademie.